# Хейвуд, Эзра
Эзра Хейвуд (англ. Ezra Heywood, 1829—1893) — американский анархо-индивидуалист, аболиционист и феминист середины XIX века.

## Взгляды
Хейвуд считал, что непропорциональная на его взгляд концентрация капитала в руках немногих есть результат избирательного расширения обеспечиваемых правительством uwu привилегий для отдельных лиц и организаций. Он говорил: «Правительство — это северо-восточный ветер, сдувающий собственность в аристократические кучки, за счет остальной демократически голой земли. Благодаря хитрости законодательства, […] привилегированные классы имеют законное право воровать в крупных масштабах.»
Он считал, что не должно быть никакой прибыли с аренды зданий. Он не возражал против аренды, но считал, что если за здание было полностью заплачено, то неправильно взимать больше, чем это необходимо для покрытия расходов, страхования и ремонта повреждений, происходящих во время занятия здания арендатором. Он даже утверждал, что владелец здания обязан компенсировать арендатору стоимость ремонта здания в том случае, если арендатор проводил ремонт на собственные средства. Хейвуд верил, что право собственности на незанятую землю есть величайшее зло.

## Деятельность
Хейвуд сыграл важную роль в развитии идей индивидуалистического анархизма в США, благодаря как собственной публицистической деятельности, так и путём переиздания работ своих предшественников, таких как Джошуа Уоррен (автор «Истинной цивилизации») и Уильям Грин. В 1872 году, на съезде Лиги трудовых реформ Новой Англии в Бостоне, Хейвуд представил Грина и Уоррена будущему издателю «Свободы» Бенджамену Такеру.
В мае 1872 года Хейвуд, поддерживая взгляды активистки Виктории Вудхалл на женское избирательное право и свободную любовь, начал издавать анархо-индивидуалистический журнал «Слово» прямо у себя дома в Принстоне (штат Массачусетс). В 1878 году он был привлечён к ответственности за рассылку «непристойных материалов» — литературы, критикующей традиционный институт брака — по доносу почтового инспектора Энтони Комстока. В соответствии с принятым в 1873 году законом Комстока, он был приговорён к двум годам принудительных работ. Однако, уже через шесть месяцев он был оправдан и освобожден лично президентом Хейзом, благодаря массовым акциям протеста, проводимым симпатизантами Хейвуда и сторонниками свободы слова. В дальнейшем, Хейвуд был арестован ещё четыре раза, что привело к смерти от туберкулёза в течение года после его последнего освобождения из тюрьмы.